# Botir Zokirov (Politiker)

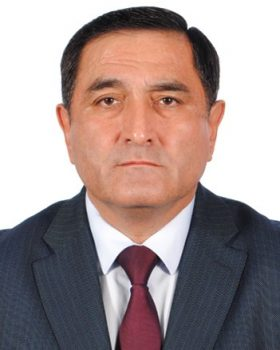
Botir Zokirov

Botir Irkinovich Zokirov (kyrillisch Ботир Иркинович Зокиров, russisch Батир Иркинович Закиров Batir Irkinowitsch Sakirow; * 28. Juli 1963 in Taschkent) ist ein usbekischer Politiker. Seit 2019 ist er Bauminister Usbekistans.

## Biografie
Botir Zokirov absolvierte das Taschkent Polytechnic Institute (heute Taschkent State Technical University) im Fach Bauingenieurwesen. 1980 begann er seine Tätigkeit in der Werkzeugfabrik Taschkent.
In den Jahren 1985 bis 1990 arbeitete er im Trust „Taschsantehmontazh“ beim Ministerium für Montage und spezielle Angelegenheiten.
1990 wechselte er zum „12-Trust“ der „Glavtaschkentstroy Corporation“ und arbeitete sich dort von der Position des Meisters bis zum Vorstandsvorsitzenden hoch.
Von 2011 bis 2018 war er Vorsitzender des Staatlichen Komitees der Republik Usbekistan für Architektur und Bauwesen, bis 2016 war er auch stellvertretender Ministerpräsident der Republik Usbekistan für Bau-, Transport- und Kommunalwirtschaft.
Im Jahr 2018 wurde das Staatliche Komitee in das Bauministerium umgewandelt und Zokirov übernahm das Amt des ersten stellvertretenden Ministers.
Im Februar 2019 wurde Zokirov zum Bauminister ernannt.
Seit Anfang 2012 ist er Präsident des Usbekischen Gewichtheberverbandes.